# Żelechów (Grójec)
Pour les articles homonymes, voir Żelechów (homonymie).
Żelechów (prononciation : [ʐɛˈlɛxuf]) est un village polonais de la gmina de Chynów dans le powiat de Grójec de la voïvodie de Mazovie dans le centre-est de la Pologne.
Il se situe à environ 7 kilomètres au sud-est de Chynów (siège de la gmina), 22 km à l'est de Grójec (siège du powiat) et à 40 km au sud de Varsovie (capitale de la Pologne).

## Histoire
De 1975 à 1998, le village appartenait administrativement à la voïvodie de Radom.